# Majimoto (Mpimbwe)
Majimoto è una circoscrizione rurale (rural ward) della Tanzania situata nel distretto di Mpimbwe, regione di Katavi. Conta una popolazione di 52 411 abitanti (censimento 2022).